# سرگئی کیسلیاک
سرگئی ایوانوویچ کیسلیاک (روسی: Сергей Иванович Кисляк؛ IPA: [sʲɪrˈɡʲej ɪˈvanəvʲɪtɕ kʲɪˈslʲak]؛ زادهٔ ۷ سپتامبر ۱۹۵۰) دیپلمات روس است که از سال ۲۰۰۸ به عنوان سفیر روسیه در آمریکا فعالیت کرده است.
وی همچنین برندهٔ جوایزی همچون نشان دوستی شده است.